# Rise Like a Phoenix
Rise Like a Phoenix – singel Conchity Wurst, wydany 18 marca 2014 roku nakładem wytwórni fonograficznej ORF-Enterprise.  Po raz pierwszy został na żywo zaprezentowany 21 marca 2014 roku w austriackim telewizyjnym show Dancing Stars. 
Singiel wygrał 59. Konkurs Piosenki Eurowizji w 2014 roku i został pierwszą zwycięską propozycją austriackiego wykonawcy w konkursie od 1966 roku. Piosenka otrzymała także Nagrodę Prasową im. Marcela Bezençona, przyznawaną corocznie przez akredytowanych dziennikarzy uczestniczących w imprezie.

## Listy utworów i formaty singla
Digital download
1. „Rise Like a Phoenix”  – 3:01

## Pozycje na listach
| Lista przebojów                               | Pozycja |
| --------------------------------------------- | ------- |
| Austria (Ö3 Austria Top 40)                   | 1       |
| Wielka Brytania (The Official Charts Company) | 1       |
| Finlandia (Suomen virallinen lista)           | 2       |
| Luksemburg (Billboard)                        | 2       |
| Szwajcaria (Schweizer Hitparade)              | 2       |
| Holandia (MegaCharts)                         | 3       |
| Niemcy (Media Control Charts)                 | 5       |
| Dania (Tracklisten)                           | 6       |
| Belgia (Ultratop 50 Flandria)                 | 8       |
| Hiszpania (ProMusicaE)                        | 8       |
| Irlandia (IRMA)                               | 10      |
| Wielka Brytania (The Official Charts Company) | 17      |
| Szkocja (The Official Charts Company)         | 18      |
| Belgia (Ultratop 50 Walonia)                  | 19      |
| Szwecja (Sverigetopplistan)                   | 27      |
| Francja (SNEP)                                | 39      |